# Nikolaj Jacobsen
Nikolaj Bredahl Jacobsen (født 22. november 1971) er en dansk professionel håndboldtræner og tidligere professionel fløjspiller og den nuværende landstræner for det danske herrelandshold i håndbold (2017-nu). Han blev i 2019 og 2021 udnævnt til verdens bedste træner (for herrehold) af IHF. Han er den første landstræner til at vinde fire på hinanden følgende titler som verdensmestre i håndbold (2019-2025).
Under sin spillerkarriere spillede Jacobsen hovedsagligt venstre fløj, og han spillede i længst tid hos danske GOG Håndbold (1990-1997) og hos tyske THW Kiel (1998-2004). Med GOG vandt han tre danske mesterskaber, og ligeledes tre tyske Bundesliga-mesterskaber og to EHF Cup-mesterskaber med Kiel. Jacobsen spillede i alt 148 kampe og scorede 584 mål for det danske herrelandshold i håndbold fra 1991-2003, og han blev i 1993 og 1999 udnævnt som årets danske håndboldspiller. Han har desuden rekorden for flest scorede mål i én enkelt landskamp med 15 mål (1998).
Som klubtræner vandt Jacobsen i 2013 Danmarksmesterskaberne med Aalborg Håndbold, og førte Rhein-Neckar Löwen til to på hinanden følgende mesterskabstitler i den tyske Bundesliga i 2016 og 2017. Han er den første danske træner til at vinde den tyske Bundesliga.

## Baggrund
Nikolaj Jacobsen blev født den 22. november 1971 i Viborg. Han har to yngre brødre, Carsten og Simon Frank. Grundet farens arbejde som socialpædagog på drengehjem, flyttede familien en del inden de slog sig ned i Oure på Fyn. Jacobsen spillede som barn fodbold i OB, og han begyndte at spille håndbold som 11-årig i GOG. Til trods for at han udviste talent for fodbold, og spillede på OBs førstehold, valgte han at prioritere håndbolden, og måtte heraf rykke ned på OBs andethold, hvor han efterfølgende, grundet manglende økonomiske midler, endte med at stoppe til fodbold. Han kom som 16-årig på ynglingelandsholdet i håndbold. Som ung underviste han på håndboldlinjen på Oure Efterskole.

## Spillerkarriere
Efter at have spillet på ungdomshold i GOG Håndbold, havde Jacobsen sin seniordebut for klubben i 1990 som 18-årig. Hos GOG spillede Jacobsen både playmaker og venstre fløj. Han blev kendt som en yderst talentfuld spiller, som havde en bred og sikker variation i sine skud. I 1991 blev han udtaget til det danske herrelandshold i håndbold, hvor han spillede sin første landskamp den 30. november 1991 og han havde sin internationale slutrundedebut den 10. marts 1993 ved VM i Sverige. Under træner Bent Nyegaard, vandt Jacobsen og GOG danmarksmesterskaberne i 1992, og det følgende år blev Jacobsen udråbt til 'Årets Danske Håndboldspiller'. Sammen med GOG vandt han ligeledes danmarksmesterskaberne i 1995 og 1996, og han var måltopscoreren i 1997 med 205 mål.
I 1997, som 26-årig, flyttede Jacobsen til det tyske Bundesliga-hold TSV Bayer Dormagen. Jacobsen scorede 189 mål i 28 kampe i 1998-sæsonen, hvor Bayer Dormagen til trods endte på 14. pladsen og endte med nedrykning. Jacobsen var dog blevet bemærket hos de regerende Bundesliga-mestre, THW Kiel, og efter ét år hos Bayer Dormagen, flyttede han i sommeren 1998 til Kiel. Jacobsen startede på en étårig kontrakt, som blev forlænget med fem år efter det første års udløb.
Ved Kiel trænede Jacobsen under den kroatisk/tyske træner Zvonimir Serdarušić, hvor Jacobsen udviklede sig til at blive en af de bedste venstre fløje i verdenen, og han fik tilnavnet 'Zaubermaus' (tryllemus, red.). Den temperamentsfulde Jacobsen udviklede sig som teamplayer med hjælp fra sine svenske holdkammerater; Magnus Wislander, Staffan Olsson og Stefan Lövgren. Stefan Lövgren har senere udtalt, at når Jacobsen brokkede sig over ikke at blive spillet, svarede Lövgren: "Når du taler pænt, får du bolden." Jacobsen og Lövgren blev tætte venner. I de følgende tre sæsoner, scorede Jacobsen 1015 mål i i alt 142 kampe for Kiel, og klubben vandt to tyske Bundesliga-mesterskaber (1998-99 og 1999-2000) og to tyske pokal-mesterskaber (1999 og 2000). I 2000 spillede Kiel sig frem til Champions League-finalen mod FC Barcelona, men tabte.
Den 27. september 1998 satte Jacobsen dansk rekord for flest mål scoret i én landskamp, da han scorede 15 mål mod Grækenlands herrelandshold i en kvalifikationskamp til VM i håndbold i 1999. Danmark vandt kampen 33-20. Den tidligere rekord på 14 mål i en kamp blev sat af Flemming Hansen i 1971, og var blevet tangeret af venstre fløj Lars Christiansen i en anden kamp mod Grækenland, kun fire dage før Jacobsen satte den nye rekord. Jacobsen blev i 1999 endnu en gang udnævnt til ‘Årets Danske Håndboldspiller’, og han blev udtaget til Bundesligaens All Star Team i 1999–2000-sæsonen.
I september 2001 ved åbningskampen ved Bundesligaen, skadede Jacobsen sit knæ, da han kolliderede med målmanden på modstanderens hold, SG Wallau/Massenheim. Han havde slået et stort stykke af brusken i knæet samt skadet menisken. Skaden blev et tilbagevendende problem for Jacobsen, som i de følgende tre sæsoner kun spillede 72 kampe og scorede 331 mål for Kiel. Han hjalp klubben med at vinde endnu et Bundesliga-mesterskab i 2002, såvel som to internationale EHF Cup-titler i 2002 og 2004. Jacobsens tilbagevendende skadesperioder betød også at han ikke var en del af landsholdstruppen, da Danmark for første gang nogensinde vandt bronze ved EM i håndbold i 2002. Ude af stand til at komme sig fuldstændig over sin knæskade, valgte Jacobsen i 2003 at indstille sin landsholdskarriere og han forlod i 2004 Kiel og vendte tilbage til Danmark.
For sin karriere som venstre fløj blev Jacobsen den 23. juni 2023 optaget i European Handball Federations "Hall of Fame".

## Trænerkarriere

### 2004-2017: Klubtræner
Jacobsen flyttede i 2004 tilbage til Danmark, hvor han fik kontrakt hos Viborg HK som spillende assistenttræner under Ulrik Wilbek. Jacobsen arbejdede under sin tid hos Viborg HK også som både efterskolelærer og højskolelærer. Da Wilbek forlod Viborg HK for at overtage rollen som landstræner for herrelandsholdet i håndbold, blev Jacobsen assistenttræner for klubbens nye træner, Søren Hildebrand, og han fortsatte som spillende træner. Jacobsen scorede igennem sin tid hos Viborg 71 mål i 28 ligakampe, mens han med tiden lagde mere fokus på rollen som assistenttræner. I Jacobsens tid hos Viborg fik klubben en sølvmedalje i Herrehåndboldligaen og to andenpladser i den danske pokalturnering. 
I oktober 2006 annoncerede Jacobsen at han ville indstille sin professionelle spillerkarriere, da han var blevet tilbudt at blive assistenttræner hos Bjerringbro-Silkeborg (BSV) under træner, Carsten Albrektsen. Jacobsen tiltrådte jobbet den 1. juli 2007, og spillede til trods for pensionen, ni liga-kampe og scorede seks mål for BSV. BSV fik to andenpladser og en tredjeplads i løbet af de fem sæsoner, Jacobsen var hos klubben. Under sit tredje år hos BSV fik klubben ny direktør, og efter sammenstød vedrørende træningsprincipper, overvejede Jacobsen at stoppe sin trænerkarriere. BSV annoncerede i december 2011 at Jacobsen ville forlade stillingen som assistenttræner og i februar 2012 annoncerede Aalborg Håndbold at Jacobsen ville tiltræde som ny cheftræner efter Robert Hedin, i sommeren 2012 på en treårig kontrakt. Jacobsen førte Aalborg til sejr i Herrehåndboldligaen allerede året efter, da holdet i 2013 blev danmarksmestre efter en finale mod de regerende danmarksmestre, KIF Kolding København. I sommeren 2013 blev Jacobsen kontaktet af direktøren for den tyske Bundesliga-klub Rhein-Neckar-Löwen i Mannheim, som var interesseret i at få Jacobsen som cheftræner. I november 2013 annoncerede den tyske klub at Jacobsen ville tiltræde som cheftræner på en toårig-kontrakt med start fra sommeren 2014 og med udløb i juni 2016. Han ville overtage cheftrænerjobbet efter islandske Guðmundur Guðmundsson, som skulle være ny landstræner for Danmarks herrelandshold. Jacobsen ledte i sit første år Rhein-Neckar-Löwen til en andenplads i Bundesligaen, og det efterfølgende år, i 2016, vandt klubben for første gang Bundesliga-mesterskabstitlen. Klubben gentog året efter successen og blev Bundesliga-mestre igen i 2017.

### 2017-nu: Landstræner
I november 2016 annoncerede den danske landsholdstræner, Guðmundur Guðmundsson, at han ville stoppe som træner for herrelandsholdet i håndbold, og rygter begyndte at flyde med at Jacobsen var det mest oplagte bud på Guðmundssons efterfølger. Jacobsen bekræftede samme måned, at han efter samtale med Dansk Håndbold Forbund (DHF), var kandidat til jobbet, og Rhein-Neckar-Löwens ledelse bekræftede at Jacobsen under sin kontraktforlængelse i foråret havde fået indskrevet en paragraf omhandlende en potentiel situation, hvor han blev udnævnt som landstræner, og kunne fortsætte som klubtræner samtidig.
DHF annoncerede den 2. december 2016 at Jacobsen ville overtage rollen som landstræner for herrelandsholdet når Guðmundssons kontrakt udløb i sommeren 2017. DHF valgte hermed at gå imod sit eget regelsæt om at landstrænere ikke må dobbeltjobbe som klubtrænere samtidig, og det blev besluttet at Jacobsen ville færdiggøre sin kontrakt hos Rhein-Neckar-Löwen med udløb den 1. juli 2019, hvorefter han ville blive landstræner på fuld tid. Jacobsen blev den første danske landstræner til at dobbeltjobbe som klub- og landstræner. Den 6. marts 2017 annoncerede DHF, at Jacobsen med øjeblikkelig virkning ville indtræde som ny landstræner for herrelandsholdet, da DHF og Guðmundur Guðmundsson havde valgt at afbryde deres samarbejde fire måneder før tid. Jacobsen tiltrådte en fireårig kontrakt frem til 2021 med Henrik Kronborg som assistenttræner. Jacobsen havde sin debut som landstræner den 4. maj 2017, da Danmark mødte Ungarn i én ud af to EM-kvalifikationskampe i henholdsvis Papp Laszlo SportArena i Budapest og igen den 7. maj i Ceres Arena, Aarhus. Kampene endte hhv. uafgjort (25-25) og med en dansk sejr (35-27).
I januar 2018 førte Jacobsen for første gang det danske herrelandshold i håndbold til en international slutrunde med EM-turneringen i Kroatien. Forventningerne til Jacobsen og landsholdet var store, men blev ikke indfriet, da landsholdet tabte semifinalen mod Sverige med et enkelt mål og endvidere tabte bronzekampen mod Frankrig 29-32 og deraf endte på fjerdepladsen. I maj samme år førte Jacobsen Rhein-Neckar-Löwen til sin første DHB-pokalturneringstitel i klubbens historie. Ved sin anden slutrunde med herrelandsholdet ved VM i januar 2019, gik landsholdet og Jacobsen ubesejret gennem hele turneringen og blev for første gang i historien verdensmestre i håndbold, da de slog Sverige 31-22 i Jyske Bank Boxen. Jacobsen afsluttede sin kontrakt hos Rhein-Neckar-Löwen i sommeren 2019 og accepterede samtidig en kontraktforlængelse som landsholdstræner til og med OL i Paris i sommeren 2024.
Jacobsen førte i den næste årrække landsholdet til flere medaljer og titler, bl.a olympisk sølv i 2020 i Tokyo, bronzemedajle og sølvmedalje ved EM i hhv. 2022 og 2024, samt olympisk guld i 2024 i Paris og fire på hinanden følgende verdensmesterskabstitler i (2019), 2021, 2023 og 2025. Landsholdet blev ved deres VM-guld i 2023 den første nation i historien til at vinde VM tre gange i træk; en rekord, som blev forhøjet til fire gange i træk, da landsholdet og Jacobsen vandt VM-guld i februar 2025. VM-finalekampen mellem Danmark og Kroatien den 2. februar 2025 markerede samtidig også en rekord, da det danske landshold ikke har tabt en VM-kamp siden 2017 (i alt 37 kampe) og landsholdet dermed ikke har tabt en VM-kamp under Jacobsens tid som landstræner.
I maj 2021 annoncerede DHF at Jacobsen havde forlænget sin kontrakt frem til VM i januar 2025. I april 2023 blev det annonceret at Jacobsen havde forlænget sin kontrakt med DHF frem til og med sommeren 2030.

## Privat
Jacobsen blev gift med Lenette Jacobsen, lægesekretær, i 1999 efter at have mødtes gennem venner i 1995. De har sammen tre børn; Freja (f. 1998), Sille (f. 2001) og Linus (f. 2008). Jacobsen bor med sin familie på Thurø, syd for Svendborg.
Jacobsens far døde juleaften 1997, 51 år gammel, efter en årelang periode med tendenser til alkoholisme. I februar 1999 faldt Jacobsens mor om med en udposning i hjernen, og hun døde kort tid efter, 46 år gammel.

## Hæder

### Spiller
- EHF Cup:
  -  Guld: 2002, 2004
- Tyske Bundesliga:
  -  Guld: 1999, 2000, 2002
- Tyske pokalturnering:
  -  Guld: 1999, 2000
- Danmarksmesterskaberne:
  -  Guld: 1992, 1995, 1996

### Klubtræner
- Tyske Bundesliga (med Rhein-Neckar-Löwen)
  -  Guld: 2016, 2017
  -  Sølv: 2015
- Tyske pokalturnering:
  -  Guld: 2018
- Danmarksmesterskaberne:
  -  Guld: 2013 (med Aalborg Håndbold)

### Landstræner
- Olympiske Lege:
  -  Guld: 2024
  -  Sølv: 2020
- Verdensmesterskaberne i håndbold:
  -  Guld: 2019, 2021, 2023, 2025
- Europamesterskaberne i håndbold:
  -  Sølv: 2024
  -  Bronze: 2022

### Individuelle
- "Årets danske håndboldspiller": 1993, 1999
- IHFs "World Coach of the Year (for herrehold)": 2019, 2021
- Optaget i EHFs "Hall of Fame" for sin karriere som venstre fløj: 2023[21]